# Zolotonoșa
Zolotonoșa (în ucraineană Золотоноша) este oraș regional în regiunea Cerkasî, Ucraina. Deși subordonat direct regiunii, orașul este și reședința raionului Zolotonoșa. 

## Demografie
Componența lingvistică a orașului Zolotonoșa
     Ucraineană (92,57%)
     Rusă (6,51%)
     Alte limbi (0,41%)
Conform recensământului din 2001, majoritatea populației orașului Zolotonoșa era vorbitoare de ucraineană (92,57%), existând în minoritate și vorbitori de rusă (6,51%).